# Арнуванда III
Арнуванда III (хет. Арнувандас) — цар Хетського царства, правив приблизно в 1209–1205 до н. е. Син Тутхаліяса V.

## Життєпис
Вів боротьбу з коаліцією держав, що включає Аххіява, Арцаву та ін. Так заодно з аххіявским царем Аттаріссіясом (Атре) виступив і Мадуваттас — доти один з найбільш вірних васалів хеттського царя. Союзники захопили весь південний захід Малої Азії і навіть вторглися на Аласію (о. Кіпр). На протест хеттського царя Мадуваттас відповів, що йому нібито не було відомо, що Аласія — хетська територія.
Всі ці події були викладені у великій клинописної табличці під назвою «Злочини Мадуваттаса».